# Triklorättiksyra
Triklorättiksyra eller perklorättiksyra, även känd som trikloretansyra, är en syra med den kemiska formeln CCl3COOH. Den är en analog till ättiksyra där de tre väteatomerna i metylgruppen alla har ersatts av kloratomer. Salter och estrar av triklorättiksyra kallas trikloracetater eller trikloretanoater. Syran är starkt etsande och kan användas för att förhindra mindre blödningar vid tandbehandling.

## Framställning
Triklorättiksyra framställs genom klorering av ättiksyra (CH3COOH) i närvaro av en lämplig katalysator såsom röd fosfor. Denna reaktion är –Volhard–Zelinsky-halogenering .
{\displaystyle {\rm {CH_{3}COOH+3\ Cl_{2}\rightarrow CCl_{3}COOH+3\ HCl}}}
En annan väg till triklorättiksyra är oxidation av trikloracetaldehyd. 

## Användning
Triklorättiksyra används ofta i biokemi för utfällning av makromolekyler, såsom proteiner, DNA och RNA. TCA och DCA används båda i kosmetiska behandlingar (såsom kemisk peeling och tatueringsborttagning) och som aktuell medicin mot vårtor, inklusive könsvårtor. Den kan också döda normala celler och anses vara säker för användning för detta ändamål under graviditet. Natriumsaltet (natriumtrikloracetat) användes som herbicid från 1950-talet men tillsynsmyndigheter tog bort det från marknaden i slutet av 1980-talet och början av 1990-talet.

## Säkerhet
European Chemicals Agency har konstaterat, att "detta ämne orsakar allvarliga hudbrännskador och ögonskador, är mycket giftigt för vattenlevande organismer och har långvariga toxiska effekter."
Triklorättiksyra placeras på California Proposition 65 List 2013 "som en kemikalie som är känd för att orsaka cancer".

## Historik
Upptäckten av triklorättiksyra av Jean-Baptiste Dumas 1839 gav ett slående exempel på den långsamt tillkommande teorin om organiska radikaler och valenser. Teorin stred mot Jöns Jacob Berzelius tro och startade en lång tvist mellan Dumas och Berzelius.